# ری لحود
ریموند اچ. "ری" لحود (به انگلیسی: Raymond H. "Ray" LaHood) سیاست‌مدار جمهوری‌خواه و لبنانی-تبار از ایالت ایلینوی است که از ۲۰۰۹ تا ۲۰۱۳ وزیر ترابری ایالات متحده امریکا بود.
ری لحود دانش آموختهٔ دانشگاه بردلی در ایلینوی است.

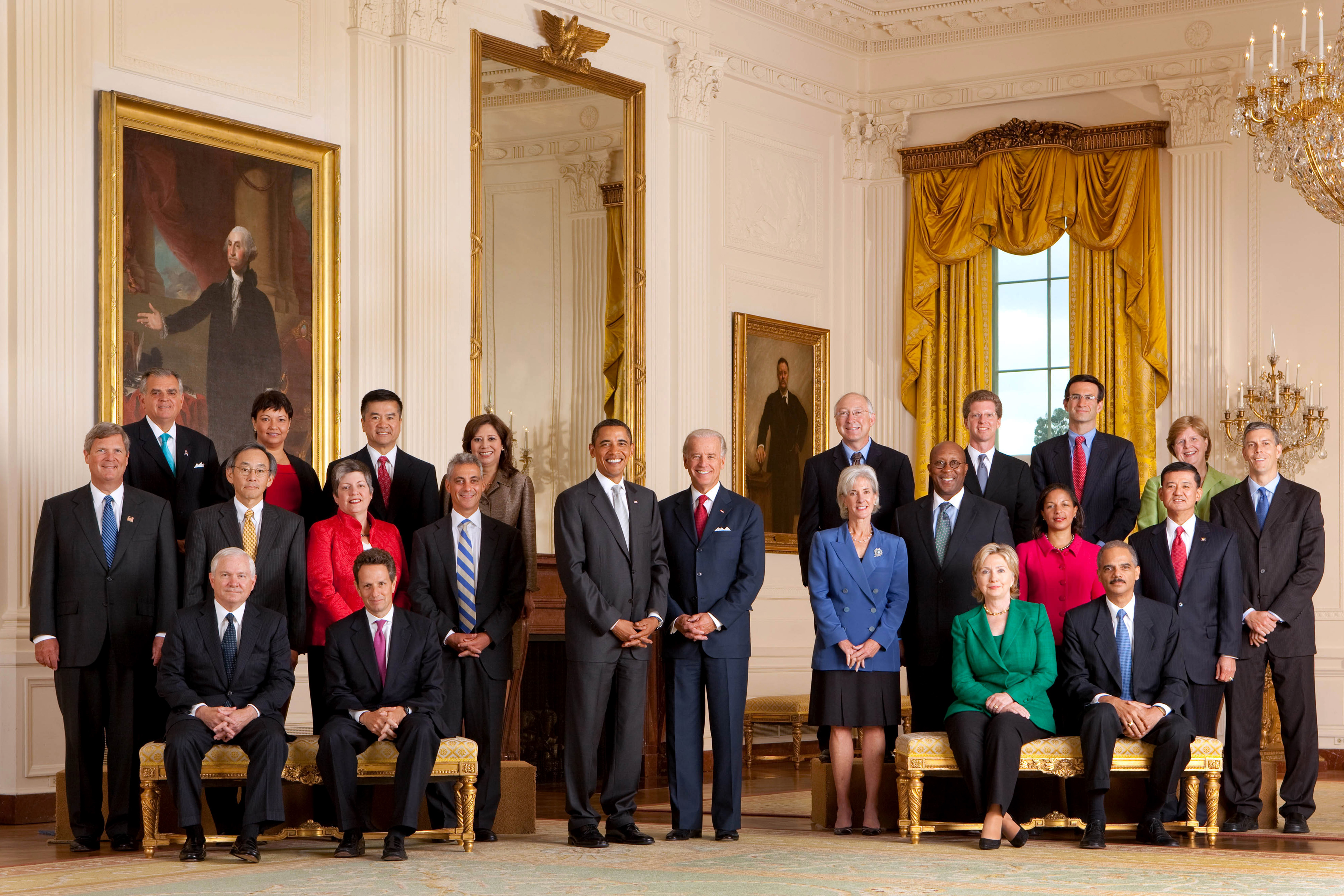
کابینه اول رئیس جمهوری آمریکا، باراک اوباما، در اتاق شرقی ردیف اول ایستاده از چپ به راست: ری لحود، لیسا جکسون، گری لاک، هیلدا سولیس، باراک اوباما، جو بایدن، کن سالازار، شان داناون، پیتر اورزاگ، کریستینا رومر، آرنی دانکن ردیف دوم ایستاده: تام ویلساک، استیون چو، جنت ناپالیتانو، رام امانوئل، کاتلین سیبیلیوس، ران کرک، سوزان رایس، اریک شینسکی ردیف سوم نشسته: رابرت گیتس، تیموتی گایتنر، هیلاری کلینتون، اریک هولدر